# Ferrari Mythos
Ferrari Mythos – supersamochód klasy kompaktowej wyprodukowany pod włoską marką Ferrari w 1989 roku.

## Historia i opis modelu

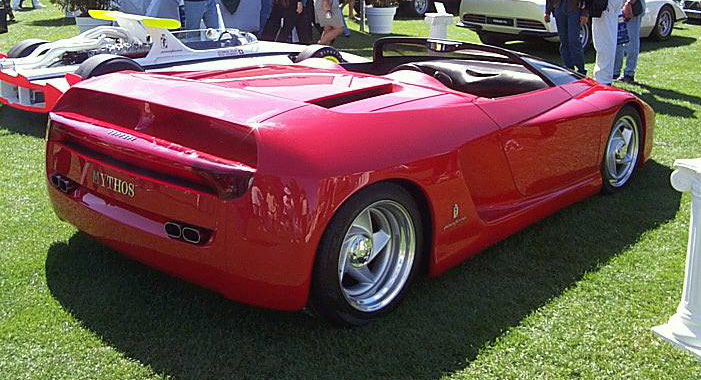
Ferrari Mythos – tył

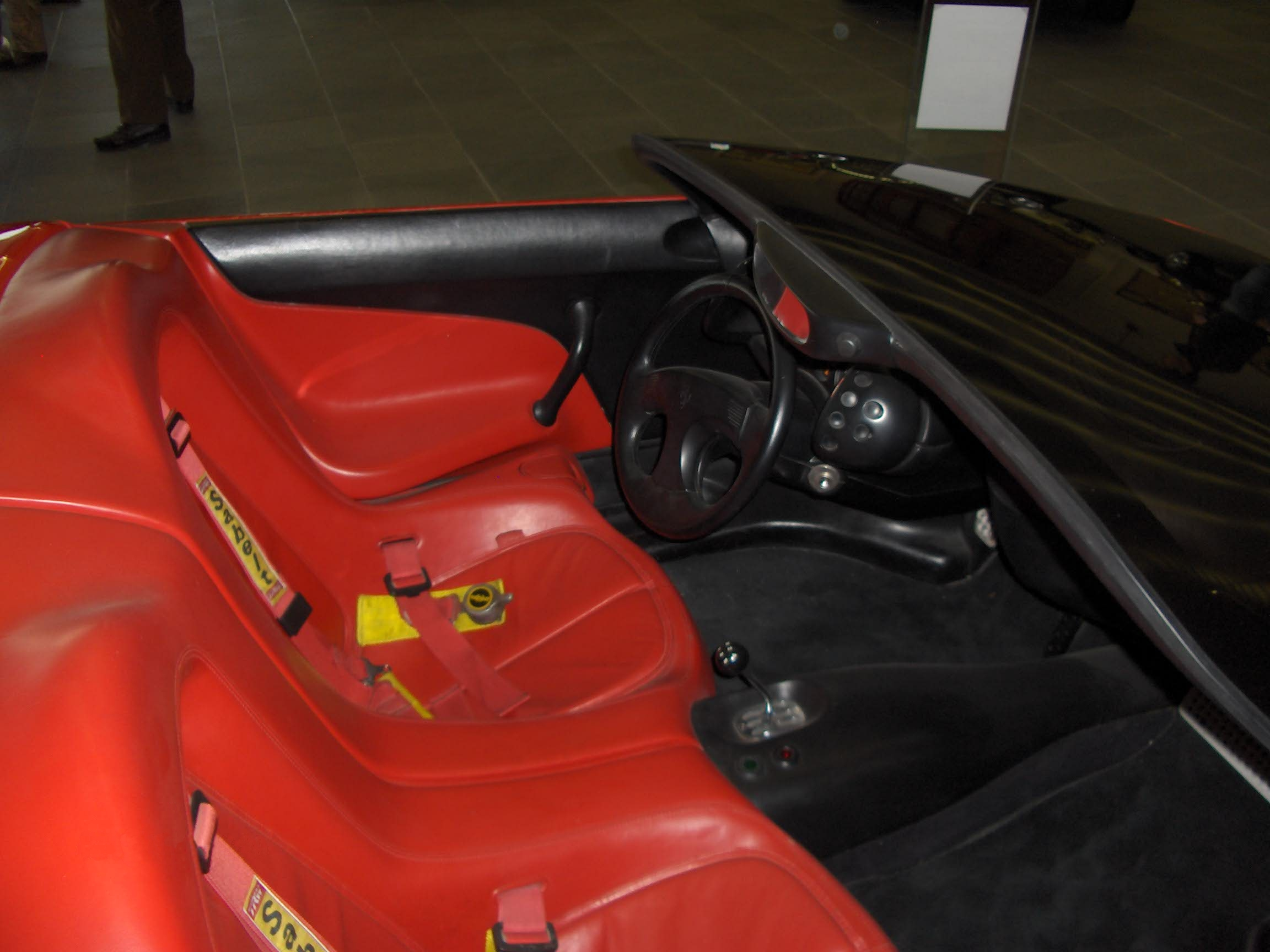
Ferrari Mythos – kabina pasażerska

Pod koniec lat 80. XX wieku włoskie studio projektowe Pininfarina nawiązało współpracę z Ferrari w celu opracowania projektu sportowego, dwumiejscowego roadstera mającego na celu zademonstrować możliwości włoskiego wzornictwa motoryzacyjnego. Efektem prac było Ferrari Mythos, przedstawione podczas listopadowych targów Tokyo Motor Show w 1989 roku. Samochód otrzymał futurystyczną, jak na ówczesną epokę, stylistykę odznaczającą się smukłą sylwetką z niewielką szybą czołową, szpiczastym i długim przodem. Tylny spojler można regulować się w zakresie 30 centymetrów na wysokość i odchylać o 20 stopni, optymalizując właściwości aerodynamiczne sportowego modelu.
Samochód wykorzystał płytę podłogową modelu Testarossa, dzieląc z nim nie tylko podzespoły techniczne, ale i jednostką napędową. Do napędu Ferrary Mythos wykorzystany został nietypowy silnik typu bokser, który charakteryzował się dwunastoma przeciwlegle, płasko rozmieszczonymi cylindrami. Je o pojemności 4943 cm³ i mocy 385 KM, zdolny rozwinąć prędkość maksymalną 290 km/h. Posiadał napęd na tylne koła. 

### Sprzedaż
Ferrari Mythos nie zostało przeznaczone do produkcji seryjnej - samochód powstał pierwotnie w jednym egzemplarzu do celów demonstracyjnych, który przez kolejne lata trafiał na różne ekspozycje włoskiej firmy. Jednakże, specjalne zamówienie na dodatkowe dwa egzemplarze złożył sułtan Brunei Hassanal Bolkiah, które zasiliły jego kilkutysięczną kolekcję samochodów. Jeden z tych egzemplarzy Mythosa przez kolejne 30 lat pozostał w użyciu - w lipcu 2019 roku przetransportowano go do Monako, gdzie sfotografowano i nagrano go w ruchu ulicznym.
Unikatowe auto było także jednym z dostępnych samochodów w grze komputerowej Test Drive III: The Passion, występując tam pod nazwą Pininfarina Mythos.

### Silnik
- B12 4.9l 390 KM